# 古賀十二郎
古賀 十二郎（こが じゅうじろう、1879年（明治12年）5月16日 -  1954年（昭和29年）9月6日）は、日本の郷土史家。長崎学の基礎を築いた人物として知られる。

## 来歴
黒田藩長崎屋敷の御用達「万屋」の12代目として生まれる。1895年、長崎市立商業学校を首席卒業。在学中、菅沼貞風『大日本商業史』と呉秀三『シーボルト』を読み、長崎の歴史に興味を持つ。1901年、高商附属外国語学校英語学科（現在の東京外国語大学）を卒業する。東京外国語学校の同級生に永井荷風（中退）がいた。
広島で3年間ほど英語教師を務めた後、長崎に帰郷して家業を継ぐ。1912年に『長崎批評』を創刊し、1913年に第1期長崎史談会を設立するなど、長崎研究を本格化させる。1919年の長崎市史編纂事業に際しては、編集主任として『長崎市史風俗篇』を完成させた。内田魯庵は、朝日新聞において、同書を沼田頼輔『日本紋章学』と高野辰之『日本歌謡史』と並ぶ「日本三大名著」と絶賛した。このほか、長崎に関する書籍を数多く手がけた。
なかにし礼の直木賞作品『長崎ぶらぶら節』にも登場する。

## 著書
- 『長崎と海外文化』
- 『長崎志正編附考・阿蘭陀甲比丹名寄』長崎文庫刊行会 1928
- 『贈従五位本木昌造先生略伝』贈従五位本木昌造先生頌徳会 1934
- 『西洋医術伝来史』日新書院 1942　形成社　1972年
- 『長崎絵画全史』北光書房 1944
- 『徳川時代に於ける長崎の英語研究』九州書房 1947
- 『長崎開港史』古賀十二郎翁遺稿刊行会 1957
- 『長崎洋学史』長崎文献社 1966-68
- 『丸山遊女と唐紅毛人』永島正一校注 長崎文献社 1968-1969.
- 『長崎画史彙伝』大正堂書店 1983
- 『外来語集覧』長崎純心大学比較文化研究所編 長崎外来語集覧刊行期成会 2000

## 関連人物
- 永山時英
- 武藤長蔵